# Соквил (Висконсин)
Соквил (енгл. Saukville) град је у америчкој савезној држави Висконсин.

## Демографија
По попису из 2010. године број становника је 4.451, што је 383 (9,4%) становника више него 2000. године.
| Група             | 2000.         | 2010.         |
| Белци             | 3.896 (95,8%) | 4.188 (94,1%) |
| Афроамериканци    | 23 (0,6%)     | 31 (0,7%)     |
| Азијати           | 25 (0,6%)     | 32 (0,7%)     |
| Хиспаноамериканци | 89 (2,2%)     | 131 (2,9%)    |
| Укупно            | 4.068         | 4.451         |